# Bloedbad van Vukovar

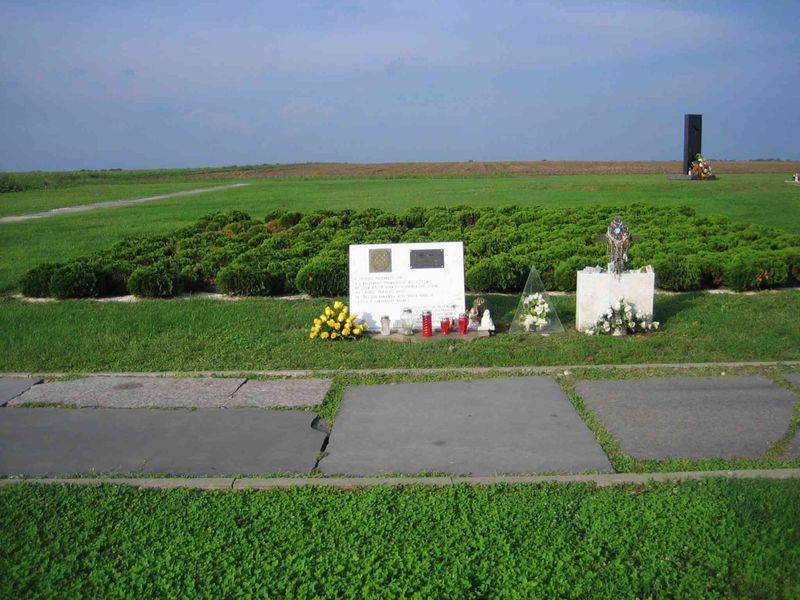
Ovčara bloedbad Memorial.

Het Bloedbad in Vukovar was een oorlogsmisdaad die plaatsvond tussen 18 november en 21 november 1991 bij de stad Vukovar, een Kroatische / Servische gemeenschap in het noordoosten van Kroatië. 263 mannen en 1 vrouw, voornamelijk Kroaten (met inbegrip van burgers en krijgsgevangenen), van wie er 194 zijn geïdentificeerd, werden vermoord door leden van de Servische milities, gesteund door het Joegoslavische Volksleger (JNA).
Sloveense Oorlog (1991) · Kroatische Oorlog (1991-95) · Bosnische Burgeroorlog (1992-95) · Kroatisch-Bosniakse Oorlog (1992-94) · Kosovo-oorlog (1998-99) · Operatie Allied Force (1999) · Conflict in de Preševo-vallei (2001) · Macedonisch conflict (2001)